# 泉の森
泉の森（いずみのもり）は、神奈川県大和市にある公園である。引地川の水源地を中心に、国道246号を挟むようにして約42ヘクタールが整備されている。特別緑地保全地区。

## 概要
一帯はかつて引地川沿いの谷戸田だった。しかし都市化が進むと雨量の流入が多くなり、洪水が発生するようになった。そこで1982年（昭和57年）に上草柳調整池を整備し、周囲を公園として開放した。
水源地を含み緑地が多いのが特徴となっている。設備としては、湿生植物園、緑のかけ橋、水車小屋、郷土民家園、ふれあいキャンプ場、自然観察センター・しらかしのいえなどがある。

## 設備

### 湿生植物園
湿生植物園にある主な植物としてはハナショウブ、アヤメ、ハンゲショウ、タコノアシなどであり、湿生地ならではの植物が自生している。

### 緑のかけ橋
この橋は米マツを利用した斜張橋であり、建設省により平成4年度手づくり郷土賞（ふるさとの色と光）受賞。アメリカ木造協会木橋部会の「木造橋賞歩道橋部門」で第1位を獲得した。

### 水車小屋
1990年（平成2年）に完成。二年をかけて作られた。

### 郷土民家園
この場所には18世紀、19世紀に建てられた民家が保存されている。その貴重な昔の家を生かしてさまざまなイベントが開催されている。

### ふれあいキャンプ場
キャンプ用の建物には岐阜県郡上市（旧大和町）特産である木が使用されている。施設内は炊事場、野外卓、トイレ、ステージ、事務所 などがあり、予約の空きがあれば無料で使用できる。

### 自然観察センター・しらかしのいえ
自然を学ぶための施設で、さまざまな展示や図書室、泉の森を一望できる展望デッキがある。運営はボランティアが協力している。

## その他
騒音は広い公園なので部分的であるが、公園を南北に分ける国道246号の橋付近では車両の騒音が、公園の南端で東名高速道路をくぐって「ふれあいの森」付近では厚木海軍飛行場の進入路に当り航空機の騒音がある。

## 公式サイト
- 泉の森
- 泉の森（子供とお出かけ情報サイト）

座標: 北緯35度28分45秒 東経139度26分34秒 / 北緯35.47917度 東経139.44278度